# Zhu Xiping
Dans ce nom chinois, le nom de famille, Zhu, précède le nom personnel.
Zhu Xiping (chinois simplifié : 朱熹平 ; pinyin : Zhū Xīpíng, né en 1962) est un mathématicien chinois, spécialiste de géométrie différentielle. Il est professeur de mathématiques à l'Université Sun-Yat-sen, en Chine.

## Biographie
Zhu Xiping est né le 7 juin 1962 dans le Xian de Shixing, à Guangdong. Il étudie à l'Université Sun-Yat-sen (Guangdong) où il obtient son baccalauréat en 1982 et son mastère en 1984 et en 1989, il obtient son doctorat à l'institut de recherche de l'Académie chinoise des sciences. Il est professeur de mathématiques à l'Université Sun-Yat-sen et directeur de l'Institut de mathématiques et d'informatique. Il travaille en même temps à l'Université Harvard.

## Controverse sur la conjecture de Poincaré
Zhu a collaboré avec Huai-Dong Cao de l'Université Lehigh dans la vérification de la preuve de Grigori Perelman concernant la conjecture de Poincaré. L'équipe de Cao–Zhu est l'une des trois équipes formées à cet effet. Les autres équipes étaient l'équipe Tian–Morgan, composée de Gang Tian de l'Université de Princeton et John Morgan de l'Université Columbia, et l'équipe Kleiner–Lott, composée de Bruce Kleiner de l'Université Yale et John Lott (en) de l'Université du Michigan. Zhu et Cao ont publié un article dans le numéro de juin 2006 de l'Asian Journal of Mathematics avec un exposé complet de la preuve de Poincaré et des conjectures de géométrisation. Ils ont d'abord laissé entendre que la preuve était issue de leur propre travail, basé sur la théorie de Hamilton-Perelman, mais par la suite ils sont revenus sur la version originale de leur article, et ont publié une version révisée, dans laquelle ils font état de leur travail sous le nom plus modeste d'« exposé de la preuve de Hamilton–Perelman ». Ils ont également publié un erratum révélant qu'ils avaient oublié de citer correctement les travaux antérieurs de Kleiner et Lott publiés en 2003. Dans le même numéro, le comité de rédaction de l' Asian Journal of Mathématics a publié des excuses pour ce qu'il appelait « imprudences » dans l'article de Cao–Zhu.

## Prix et distinctions
En décembre 2004, Zhu est lauréat de la Médaille Morningside pour ses travaux sur les flots de Ricci sur des variétés de Kähler et la géométrie des variétés de Kähler à courbure positive. Il reçoit la médaille à l'occasion du troisième Congrès international des mathématiciens chinois (ICCM) à Hong Kong, un congrès triennal organisé par les institutions de la Chine continentale, de Taiwan et de Hong Kong sur une base de rotation. Selon l'ICCM, « les lauréats (de la médaille Morningside) sont sélectionnés par un jury de mathématiciens de renom international dans le but d'encourager la circulation des mathématiciens d'origine chinoise dans leur recherche de la vérité mathématique. ».

## Sélection de publications
- avec Chen: Complete Riemannian manifolds with pointwise pinched curvature. Invent. Math. 140 (2000), no. 2, 423–452.
- avec Chou: The curve shortening problem. Chapman & Hall/CRC, Boca Raton, FL, 2001.  (ISBN 1-58488-213-1).
- avec Cao: A complete proof of the Poincaré and geometrization conjectures—application of the Hamilton-Perelman theory of the Ricci flow. Asian J. Math. 10 (2006), no. 2, 165–492.
- avec Chen: Uniqueness of the Ricci flow on complete noncompact manifolds. J. Differential Geom. 74 (2006), no. 1, 119–154.
- Lectures on mean curvature flows.
- Structure of three-dimensional space, 2006.